# Le Ballon rouge
Le Ballon Rouge (Brasil: O Balão Vermelho ) é um filme francês de 1956, do gênero comédia dramática, dirigido por Albert Lamorisse e estrelado por Pascal Lamorisse e Georges Sellier.
Le Ballon Rouge é um média metragem estrelado pelo filho do diretor Albert Lamorisse. Apesar de sua curta duração, de sua nacionalidade, e da quase total falta de diálogos, o filme recebeu da Academia o Oscar de Melhor Roteiro Original em 1957. Le Ballon Rouge é o único curta-metragem em toda a história a ganhar o "Oscar de Melhor Roteiro Original" e a ser premiado ou indicado em qualquer outra categoria que não àquelas específicas para curta-metragens.
Curiosamente, sua estreia na TV americana, em 2 de abril de 1961, foi apresentada por Ronald Reagan.

## Sinopse
Um dia, o menino Pascal depara-se com um balão vermelho. Enquanto brinca com ele, descobre que o balão consegue pensar por si mesmo. Daí, o balão passa a seguir seu "mestre" pelas ruas de Paris e o acompanha até a escola, onde o professor tem uma forte e engraçada reação. No fim, parece que os dois seguirão cada um seu próprio caminho, mas...

## Principais premiações
| Patrocinador                                  | Prêmio        | Categoria                            | Situação      |
| --------------------------------------------- | ------------- | ------------------------------------ | ------------- |
| Academia de Artes e Ciências Cinematográficas | Oscar         | Melhor Roteiro Original              | Vencedor      |
| British Academy of Film and Television Arts   | BAFTA         | Prêmio Especial                      | Vencedor      |
| Festival de Cannes                            | Palma de Ouro | Melhor Curta Metragem                | Vencedor      |
| National Board of Review                      | NBR           | Melhores Filmes Estrangeiros de 1957 | Escolhido     |
| New York Film Critics Circle Awards           | NYFCC         | Melhor Filme em Língua Estrangeira   | Segundo Lugar |

## Elenco
| Ator/Atriz       | Personagem             |
| ---------------- | ---------------------- |
| Pascal Lamorisse | Pascal                 |
| Georges Sellier  | O comerciante          |
| Vladimir Popov   | O inquilino            |
| Sabine Lamorisse | A menina no balão azul |